# Podnebje Afrike
Podnebje Afrike je splet podnebij, kot so ekvatorialno podnebje, tropsko vlažno in suho podnebje, tropsko monsunsko podnebje, polsušno podnebje (polpuščava in stepa), puščavsko podnebje (hiperaridno in aridno) ter podnebje subtropskih višavij. Zmerno podnebje je na tej celini redko, razen na velikih nadmorskih višinah in ob robovih. Podnebje Afrike bolj variira po količini padavin kot po temperaturah, ki so stalno visoke. Afriške puščave so najbolj osončeni in najsušnejši deli celine, kar je posledica prevladujoče prisotnosti subtropskega grebena z usihajočimi vročimi in suhimi zračnimi masami. Afriki pripadajo številni z vročino povezani rekordi: celina ima najbolj vroče območje, v katerem so temperature visoke skozi vse leto, območja z najbolj vročim poletnim podnebjem, območje z najdaljšo osončenostjo idr.
Zaradi lege Afrike na ekvatorialnih in subtropskih geografskih širinah tako na južni kot tudi severni polobli lahko tu najdemo več različnih tipov podnebja. Celina večinoma leži v tropskem podnebnem pasu med rakovim povratnikom in kozorogovim povratnikom, kar prispeva k vlažnosti. Na tej vroči celini je vedno obilo padavin. V vsej Afriki prevladuje toplo in vroče podnebje, zlasti za severni del pa so značilni sušnost in visoke temperature. Sredozemsko podnebje imajo samo najsevernejši in najjužnejši robovi celine. Sredino Afrike preči ekvator, prečita pa jo tudi rakov in kozorogov povrantnik, zato je to najbolj tropska celina. Zaradi vročega in sušnega podnebja podnebne spremembe to celino ogrožajo najbolj.

## Temperature
Globalno temperature Zemlje ob ekvatorju povzročajo veliko gibanja navzgor in konvekcije vzdolž monsunskega jarka ali medtropskega konvergenčnega pasu. Zaradi divergence nad paraekvatorialnim jarkom se zrak dvigne in se od ekvatorja oddalji v višino. Ko se zrak pomika proti srednjim geografskim širinam, se ohlaja in potaplja, kar vodi v sesedanje v bližini 30. vzporednika obeh polobel. To kroženje je znano kot Halleyjeva celica in povzroča nastanek subtropskega grebena. Ta klimatološka območja visokega tlaka so vzrok za številne puščave v svetu, vključno s Saharo.
Temperature so najvišje v predelih sahare v Alžiriji in Maliju, najnižje pa na jugu celine in na visokih vzpetinah vzhodnega in severozahodnega dela celine. Najvišja povprečna letna temperatura na Zemlji je bila zabeležena na območju Dallol v Etiopiji in znaša 33,9 °. Navidezne temperature, ki združujejo učinek temperature in vlažnosti, so vzdolž obale Rdečega morja v Eritreji in Adenskega zaliva v Somaliji med 57 °C in 63 °C v popoldanskih urah. Najnižja temperatura, izmerjena v Afriki, je bila −24 °C pri mestu Ifrane v Maroku 11. februarja 1935. Kljub temu je za večji del Afrike, še zlasti pa za puščave, polpuščave, stepe in savane, značilna izjemna vročina. Afriške puščave so med najbolj vročimi kraji na Zemlji, še zlasti Sahara in Danakilska puščava na Afriškem rogu.

## Veter
Nizkovišinski vzhodni afriški stržen ima ključno vlogo v monsunu jugozahodne Afrike, in prispeva k nastanku tropskih valov, ki v toplem letnem času potujejo čez tropski Atlantik in vzhodni del Tihega oceana. Za stržen sta značilni barotropna in baroklina nestabilnost, kar povzroča proti zahodu se šireče strženske motnje sinoptične velikosti, imenovane vzhodni afriški valovi ali tropski valovi. Majhno število viharnih sistemov srednje velikosti v teh valovih se po preselitvi iz Vzhodne Afrike, zlasti v avgustu in septembru, razvije v tropske ciklone. Ko stržen v mesecih najizrazitejše sezone atlantskih hurikanov poteka južno od normalnega območja, je nastanek tropskih ciklonov zavrt.

## Padavine
Obsežni deli Severne in Južne Afrike ter celotni Afriški rog imajo predvsem vroče puščavsko podnebje ali vroče polpuščavsko podnebje, če gre za vlažnejše kraje. Puščava Sahara v Severni Afriki je največja vroča puščava na svetu in eden najbolj vročih, najbolj suhih in najbolj osončenih krajev na Zemlji. Neposredno južno od Sahare je pas polpuščavske stepe (semiaridno območje), imenovan Sahel, v najjužnejših predelih Afrike so savanske ravnice, v osrednjem delu pa predeli zelo goste džungle (deževni gozd). Ekvatorialno območje ob medtropskem konvergenčnem pasu je najbolj vlažni del celine. Skozi leto se deževni pas do avgusta pomakne prek celine severno v Podsaharsko Afriko, nato pa do marca znova južno v južno-osrednjo AFriko. Predeli s savanskim podnebjem v Podsaharski Afriki, kot so Gana, Burkina Faso, Darfur, Eritreja, Etiopija, in Bocvana imajo izrazito deževno obdobje. El Nino povzroči v južni Afriki od decembra do februarja sušnejše razmere od običajnih ter v istem času v ekvatorialni Vzhodni Afriki vlažnejše razmere.
Na Madagaskarju pasatni vetrovi prinašajo vlago na vzhodna pobočja otoka, kjer se odloži kot dež, ter sušnejše vetrove s pobočij na območja na jugu in zahodu, zato ostanejo zahodni deli otoka v padavinski senci. Posledično pade v severovzhodnih predelih Madagarskarja precej več dežja kot v jugozahodnih. Južna Afrika prejme večino dežja s poletnimi konvekcijskimi viharji in zunajtropskimi cikloni, ki potujejo skozi Zahodno vetrovno območje. Enkrat na deset let povzročijo cikloni na tem območju čezmerne padavine.

## Podnebne spremembe
Podnebne spremembe so v Afriki, ki je med vsemi celinami najbolj občutljiva za njihove posledice, vse resnejša grožnja. K veliki občutljivosti prispevajo številni dejavniki, med drugim prilagoditvena sposobnost, velika odvisnost od ekosistemskih dobrin za preživetje in slabše razviti kmetijski proizvodni sistemi. Nevarnost podnebnih sprememb za kmetijsko proizvodnjo, varnost hrane, vodne vire in ekosistemske storitve bo verjetno imela vse resnejši vpliv na življenje in možnosti trajnostnega razvoja v Afriki. Odbor IPCC je leta 2007 z veliko gotovostjo napovedal, da bodo podnebne spremembe in podnebna spremenljivost močno prizadele številne afriške države in območja, kmetijsko proizvodnjo in varnost hrane..
V naslednjih desetletjih pričakujemo segrevanje zaradi podnebnih sprememb po vsej Zemljini površini in povečanje povprečne globalne količine dežja. Regionalni učinki dežja v tropih naj bi bili prostorsko bistveno bolj raznoliki, zato je napoved sprememb za posamezne kraje pogosto manj zanesljiva, čeprav se jih pričakuje. Skladno s tem so izmerjene površinske temperature v Afriki od poznega 19. stoletja do zgodnjega 21. stoletja na splošno narastle za približno 1 °C, lokalno pa je najnižja temperatura v Sahelu na koncu suhega obdobja narastla celo za 3 °C. Kot pričakovano, opazovani trendi padavin kažejo prostorske in časovne razhajanja. Opazovane spremembe temperature in padavin regionalno variirajo.
Obvladovanje tveganja podnebnih sprememb zahteva povezovanje strategij zmanjševanja in prilagajanja pri upravljanju ekosistemskih dobrin in storitev ter kmetijskih proizvodnih sistemov v Afriki. Regionalni akterji so k prilagajanju deloma uspešno pristopili. To vključuje razvoj in prilagajanje različnih strategij za zmanjševanje podnebnih sprememb npr. Politični dokument SADC o podnebnih spremembah, in strategije prilagajanja za vodni sektor. K pospešavanju prilagajanja na podnebne spremembe prispevajo tudi drugi pristopi, na primer Program za prilagajanje podnebnim spremembam in zmanjševanje posledic podnebnih sprememb v Vzhodni in Južni Afriki (COMESA-EAC-SADC). Afriška unija je kot supranacionalna organizacija 55 držav članic v osnutku poročila leta 2014 predlagala 47 ciljev in ustreznih ukrepov za zmanjševanje posledic podnebnih sprememb na celini. António Guterres, Generalni sekretar Združenih narodov, je poudaril potrebo po tesnem sodelovanju z Afriško unijo pri spoprijemanju s podnebnimi spremembami in doseganje ciljev trajnostnega razvoja Združenih narodov.